# Souvrství North Horn

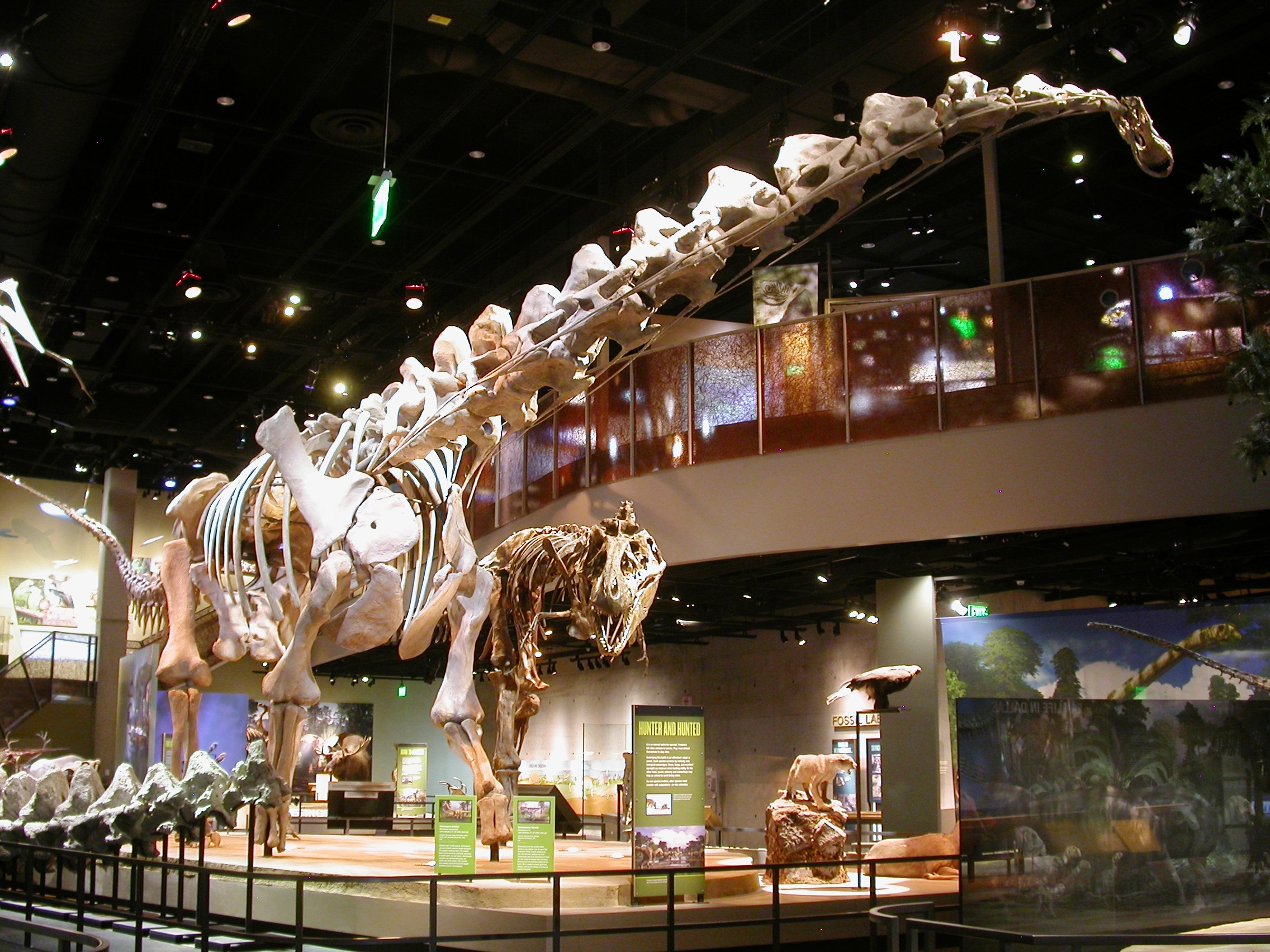
Kostry dinosaurů rodu Alamosaurus a Tyrannosaurus v expozici Perotova muzea.

Souvrství North Horn je geologickou formací na území centrálního a východního Utahu v USA. Stáří sedimentů činí asi 71 až 64 milionů let, jedná se tedy o usazeniny z nejpozdnější křídy (geologický stupeň maastricht) až nejstaršího paleocénu. Mocnost sedimentů činí místy až 1100 metrů, nejběžnější horninou je pískovec, jílovitá břidlice a slepenec.

## Charakteristika
Souvrství bylo pojmenováno podle hory North Horn ("Severní roh") a jeho největší zeměpisné rozpětí činí asi 140 kilometrů. Je známé zejména objevy posledních žijících druhohorních dinosaurů, hranice K-Pg však v jeho sedimentech není příliš dobře rozlišitelná. Dalšími zde objevenými živočichy jsou paryby a ryby, obojživelníci, želvy, ještěři, krokodýli, champsosauři a savci. Byly zde objeveny také vzácné otisky stop ptakoještěrů. Fosilní pylová zrna ukazují na výraznou biodiverzitu rostlin. Bohatší jsou však spíše paleocénní společenstva.
Společně zde žily například i populární rody Tyrannosaurus (obří teropod) a Alamosaurus (obří sauropod), kteří spolu možná sváděli souboje na život a na smrt (tyranosauři možná alamosaury aktivně lovili).

## Dinosauří fauna
Rohatí dinosauři
- Torosaurus utahensis[8]

Sauropodi
- Alamosaurus sanjuanensis[9]

Teropodi
- Tyrannosaurus rex[10][11]